# Mario Placencia Pérez
Mario Placencia Pérez (* 19. Februar 1927; † ~1985), auch bekannt unter dem Spitznamen El Flaco (der Dünne), war ein mexikanischer Fußballspieler auf der Position des Stürmers.

## Biografie

### Verein
El Flaco Pérez begann seine Profikarriere 1947 beim Club Marte und wurde mit diesem Verein in der Saison 1953/54 mexikanischer Meister. Nach diesem Erfolg fiel die Meistermannschaft der „Marsianer“ aufgrund finanzieller Probleme auseinander und Pérez wechselte zum CD Zacatepec, mit dem er 1954/55 noch einmal die Meisterschaft gewann.
Mit insgesamt 135 erzielten Toren gilt Mario Placencia Pérez als einer der besten Torjäger in der Geschichte der mexikanischen Primera División.
Nach seiner aktiven Laufbahn arbeitete Pérez zeitweise als Trainer und trainierte unter anderem 1966 die UNAM Pumas.

### Nationalmannschaft
Sein Debüt in der mexikanischen Nationalmannschaft gab El Flaco Pérez am 25. September 1949 in einem WM-Qualifikationsspiel gegen Kuba, das mit 3:0 gewonnen wurde. Pérez wurde auch für den mexikanischen WM-Kader nominiert und bestritt bei der Fußball-Weltmeisterschaft 1950 die Vorrundenspiele gegen Gastgeber Brasilien (0:4) und Jugoslawien (1:4).

## Erfolge
- Mexikanischer Meister: 1953/54, 1954/55
- Mexikanischer Supercup: 1953/54